# ナベカムリ属

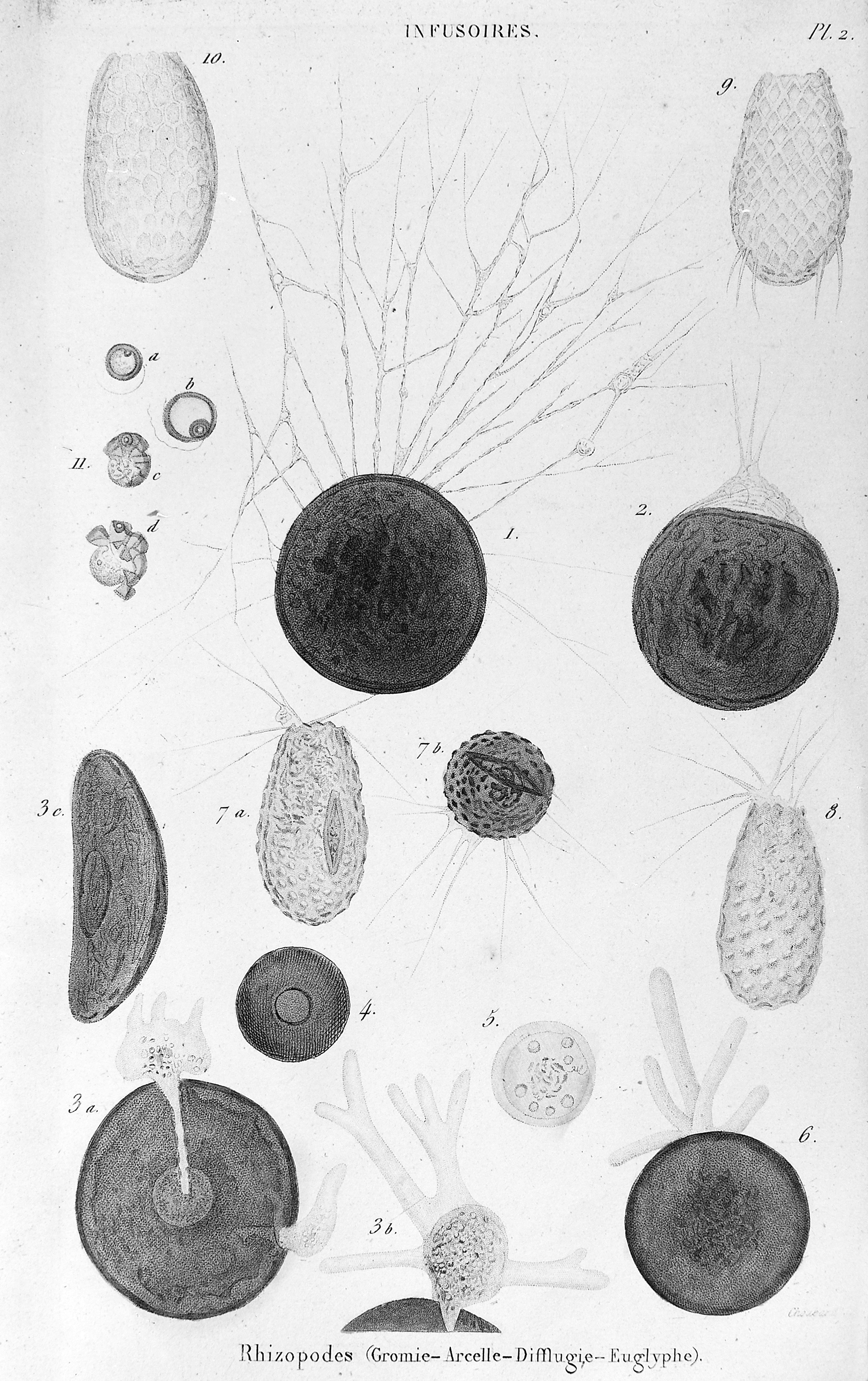
図版・下に本属のものがある

ナベカムリ属（ナベカムリぞく、Arcella ）は有殻アメーバの属の1つ。この仲間ではもっともよく知られ、また種数の多い属の1つ。円盤形で下面中央に口のある殻を持つ。

## 特徴
有殻アメーバは殻を持ち、殻の下面にある口から葉状の仮足を出すアメーバのグループである。本属はこの仲間を代表するものである。その中で本属の特徴は分泌物で作られる殻を持ち、その表面にほとんど砂粒など外部の物質をつけないこと、その形は円盤状などやや扁平な形を持ち、その下面の中央に殻の口（偽口部）を持つことである。殻の成分はキチン質とされてきた。またこの殻は6角形の小さな構成単位からなっている。これは通常 areole と呼ばれる。殻の大きさは日本でよく見られるナベカムリ A vurgalis で殻の径が100-150μm程度。殻は往々に褐色を帯び、上から見ると殻口が透けて見え、その部分の色が薄く見えるので、ドーナツのように見える。
アメーバの方は殻内に細胞質があり、底面中央の口から仮足を伸ばす。仮足は棒状でアメーバ属 Amoeba のものよりかなり細い。細胞には普通は2核があるが、それ以上を持つ例もある。

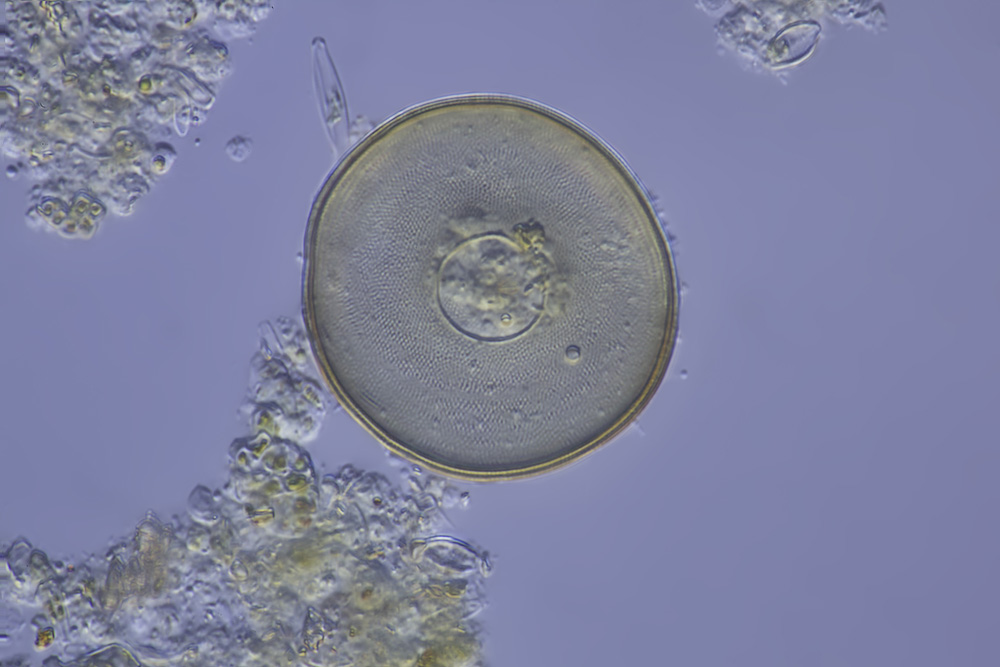
殻を真上から見たもの(ドーナツのように見える) 種名不詳
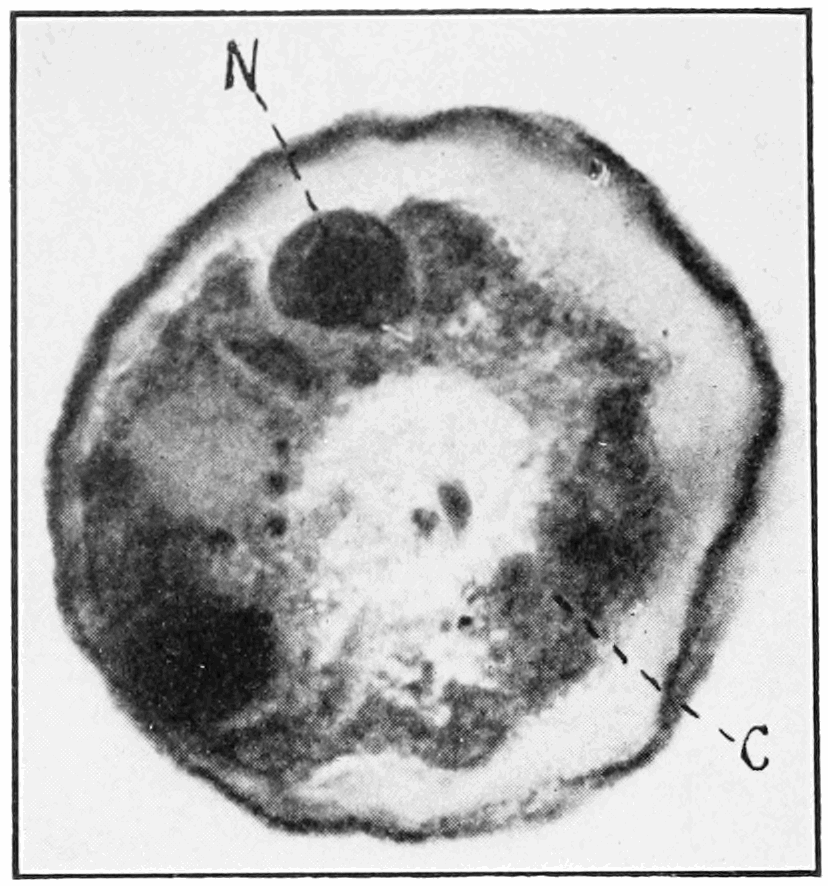
細胞質と2個の核を示す

## 種と分布
本属に記載されている種は130を超える。ただし形態的特徴以外に大きさや各部の大きさの比率などが重要で、しかも環境等で形態に変異を生じることもあって判断が難しいこともある。また古い記載はその内容が不十分で、また少数の標本に基づいて行われた例もあり、判断を困難にしていることもある。世界的に広域分布する種が多いが、限られた地域にのみ分布する種もある。まだまだ詳しく調べられていない地域も多く、特に南半球からはまだ多くの新種が発見されると考えられている。

## 生態など
淡水産であり、湖沼や水たまりのほか、よく湿ったコケに見られるものもあり、少数ながら湿った土壌からも発見される。餌としては藻類などを食べる。
繁殖は分裂による。分裂に際しては古い殻と底面を接するようにして新しい殻が形成され、その間は細胞質はその両方を何度も行き来する。殻が完成すると、その後に細胞分裂が起き、2つになった細胞質はそれぞれの殻に収まり、離れる。

## 下位分類
多くの種があり、それらは殻の形で区別されている。形態としては輪郭が滑らかなもの、多角形を為すもの、縁に稜や突起を持つものなどがある。ただし、そのような明確な特徴だけでなく、殻の径、殻の高さ、口の径などやそれらの間の比率によっても種が区別される。
日本ではナベカムリ A. vulgaris が古くからこの和名で知られてきた。広く池沼や水たまりに見られ、主として泥や水草の上を這い回り、またプランクトンとしても発見される。
他に岡田他(1988)では以下の種に和名が与えられている。
- A. arenaria スナナベカムリ
- A. artocrea オカメナベカムリ
- A. dentata トゲナベカムリ
- A. discoides ヒラナベカムリ

この他にも岡田他(1988)、水野・高橋編(1991)、月井(2010)には日本産としてさらに多くの学名が示されている。

ナベカムリ(A. vulgaris) 丸い殻の表面に浅い円形のくぼみがある)
トゲナベカムリ(A. dentata) 殻の縁に棘状の突起を持つ
オカメナベカムリ(A. artocrea) 扁平な殻を持つ
A. costata 殻に稜があって多角形をしてる

## 類似のもの

トゲフセツボカムリ(Centropyxis aculeata)

フセツボカムリ属 Centropyxis のものはやや扁平な殻を持つもので、やはり下面に偽口部を持つ。ただしその穴が中央を外れ、殻全体として左右相称になる点で異なる。また分泌物による殻の表面に砂粒など外部の物質を貼り付ける点でも異なっている。
Archerella 属も褐色の殻を持つが、殻の開口部は2か所、仮足が葉状ではなく糸状であり、細胞内に共生藻を持つことで本属とは異なる。分子系統解析によれば、Archerella 属は淡水性のラビリンチュラ類であることが示されている。